# OpenBiome
OpenBiome es una organización sin fines de lucro en Somerville, Massachusetts, que opera un banco público de heces y apoya la investigación sobre el microbioma humano. 

## Historia
OpenBiome distribuye material a hospitales y clínicas para apoyar el tratamiento de C. difficile, el patógeno más común que causa infección adquirida en el hospital en los EE.  UU. OpenBiome proporciona preparaciones congeladas de heces humanas filtradas para su uso en el trasplante de microbiota fecal (FMT). OpenBiome puede proporcionar a los médicos tres formulaciones diferentes: una formulación de "FMP 30" de alta concentración para la administración a través del tracto gastrointestinal superior, una "FMP 250" de baja concentración para la administración a través del tracto gastrointestinal inferior y, a partir de octubre de 2015, un formulación de cápsula. Hasta marzo de 2017, OpenBiome había proporcionado más de 20,000 tratamientos a 50 estados y 7 países.
En 2015, OpenBiome anunció el lanzamiento de PersonalBiome, un programa de almacenamiento de heces a través del cual las personas podrían almacenar sus heces para su uso futuro en el trasplante fecal después de la disbiosis microbiana.
OpenBiome fue fundado en 2012 por Mark Smith, un estudiante de microbiología en el MIT, y James Burgess, un estudiante de MBA en la MIT Sloan School of Management. Es el primer banco público de heces, y fue fundado para facilitar el uso de FMT. Las cargas logísticas asociadas con la detección y el procesamiento del material fecal han dificultado que los médicos ofrezcan FMT a pacientes con infecciones recurrentes por C. difficile.